# Le Boy
A Le Boy foi uma icônica boate gay, localizada em Copacabana, no Rio de Janeiro, Brasil. Quando fechou as portas em 2016 era a mais antiga e mais famosa discoteca gay da cidade.
A casa de festas abriu em 1992, no n.º 102 da rua Raul Pompeia, por iniciativa do empresário francês Gilles Lascar, tornando-se rapidamente numa das mais tradicionais casas de diversão noturna LGBT da cidade, e um dos símbolos da noite boémia do bairro de Copacabana.
A Le Boy apresentava shows de drag queens e go-go boys, com uma potente mistura de samba com dance music, sendo especialmente famoso o baile de Carnaval. A decoração era inspirada na década de 1970, com espelhos, globos, e mobiliário caraterístico da época.
Por ali passaram celebridades como Henry Cavill, Vera Fisher, Nana Gouvêa, Vanessa da Mata, Antonia Fontenelle, Katy Perry e Rhianna. Ainda na década de 1990, ali trabalhou a famosa transformista Lorna Washington, cuja vida foi retratada em 2016 no documentário Lorna Washington – Sobrevivendo a supostas perdas. O espaço era também frequentado por garotos de programa.
Em 2007, a disco foi palco de uma das festas em homenagem a Dercy Gonçalves, por ocasião do seu 100.º aniversário.
Em 2008, o Le Boy organizou a festa de lançamento do filme Mamma Mia!, com a presença da cantora paraguaia Perla, interpretando exitos dos ABBA.
Em fevereiro de 2013, a casa de shows foi interditada, após vistoria feita por equipes dos bombeiros e da Secretaria de Ordem Pública levada a efeito na Zona Sul haver detetado falhas de segurança no local. Em maio desse mesmo ano, a atriz Rogéria celebrou no espaço o seu 70.º aniversário.
Em abril de 2016, Lascar anunciou que o espaço fecharia para obras de melhoramento e ampliação, afirmando planejar a reabertura pouco antes das Olimpíadas de 2016, havendo, no entanto, entre os clientes e funcionários, a sensação de que o fecho poderia ser definitivo.
Em julho de 2016, a boate já era dada como definitivamente fechada, aproveitando-se o espaço para a programação do evento Hidden Agenda in Rio, que receberia artistas e DJs para uma série de festas durante as Olimpíadas, com a participação de Preta Gil, Ludmilla e Marcelo D2.